# Джака, Таулянт
Таулянт Раджип Джака (алб. Taulant Ragip Xhaka; род. 28 марта 1991[…], Базель) — швейцарский и албанский футболист, опорный полузащитник клуба «Базель». Выступал за сборную Албании. Участник чемпионата Европы 2016 года
Младший брат Таулянта — Гранит тоже профессиональный футболист и является воспитанником футбольной академии «Базеля».

## Клубная карьера

### «Базель»
Таулянт вместе с братом начали карьеру в команде Челлендж Лиги, «Конкордия». В 2002 году они перебрались в футбольную академию «Базеля». Таулянт выступает за молодёжные команды «красно-синих», а в 2008 году становится основным защитником резервистов. В начале сезона 2010/11 обоих братьев переводят в основную команду «Базеля». 19 сентября 2010 года Таулянт дебютировал за первую команду в победном матче Кубка Швейцарии против «Мендрисио Стабио», 5-0. Его дебют в Супер Лиге состоялся 27 февраля 2011 года в матче против «Люцерна».
По итогам сезона 2010/11 Джака стал чемпионом Швейцарии в составе «Базеля». В марте братья продлевают свои контракты с клубом до 2015 года. 27 сентября 2011 года Таулянт впервые появился на поле в матче Лиги Чемпионов, против «Манчестер Юнайтед», заменив Александра Фрая в конце игры.

#### «Грассхоппер»
18 января 2012 года Таулянт перешёл в «Грассхоппер» на правах аренды, в надежде получать больше игровой практики. 12 февраля в матче против «Цюриха» он дебютировал за «кузнечиков».

## Карьера в сборной
Таулянт принял участие в юношеском чемпионате Европы, в Анталии. В 2009 и 2010 годах он привлекался в юношеские сборные страны до 18 и до 19 лет соответственно. За молодёжную сборную страны дебютировал 7 октября 2011 года, выйдя на замену в матче против сборной Грузии, в ответном матче 10 ноября он был уже в стартовом составе.
В 2013 году Джака получил вызов из сборной Албании, так как имеет албанские корни. В 2014 году принял решение сменить национальную команду. 7 сентября 2014 года в матче отборочного турнира чемпионата Европы 2016 против сборной Португалии дебютировал за сборную Албании. Первый гол за сборную забил 7 сентября 2018 года в матче Лиги Наций со сборной Израиля.

## Личная жизнь
Таулянт — старший брат полузащитника национальной сборной Швейцарии Гранита Джаки.
Их семья переехала из Приштины в Базель до рождения сыновей.
Мама — Ильмаз.
Папа — Реджип.
Двоюродный брат — Агон Джака, игрок футбольного клуба «Приштина».
На левой руке татуировка — рука, держащая бриллиант и надпись на албанском, а также инициалы матери, отца и брата. Руку также украшало имя его бывшей девушки — Дорины, но после расставания он его свёл.
Братья Таулянт и Гранит Джака встретились в составах противоборствующих команд в матче Албания — Швейцария на чемпионате Европы 2016 года. Впервые за всю историю чемпионата родные братья сыграли друг против друга. Мать обоих игроков присутствовала на стадионе и надела футболку, сочетающую албанский и швейцарский флаги. Матч закончился победой Швейцарской сборной со счётом 1:0.

## Статистика выступлений

### В сборной
| Матчи и голы Таулянта Джаки за сборную Албании | Матчи и голы Таулянта Джаки за сборную Албании | Матчи и голы Таулянта Джаки за сборную Албании | Матчи и голы Таулянта Джаки за сборную Албании | Матчи и голы Таулянта Джаки за сборную Албании | Матчи и голы Таулянта Джаки за сборную Албании | Матчи и голы Таулянта Джаки за сборную Албании |
| №                                              | Дата                                           | Место проведения                               | Соперник                                       | Счёт                                           | Голы                                           | Соревнование                                   |
| ---------------------------------------------- | ---------------------------------------------- | ---------------------------------------------- | ---------------------------------------------- | ---------------------------------------------- | ---------------------------------------------- | ---------------------------------------------- |
| 1                                              | 7 сентября 2014                                | Муниципальный стадион, Авейру                  | Португалия                                     | 1:0                                            | —                                              | Квалификация ЧЕ 2016                           |
| 2                                              | 11 октября 2014                                | Эльбасан Арена, Эльбасан                       | Дания                                          | 1:1                                            | —                                              | Квалификация ЧЕ 2016                           |
| 3                                              | 14 октября 2014                                | Стадион «Партизана», Белград                   | Сербия                                         | +:-                                            | —                                              | Квалификация ЧЕ 2016                           |
| 4                                              | 29 марта 2015                                  | Эльбасан Арена, Эльбасан                       | Армения                                        | 2:1                                            | —                                              | Квалификация ЧЕ 2016                           |
| 5                                              | 4 сентября 2015                                | Паркен, Копенгаген                             | Дания                                          | 0:0                                            | —                                              | Квалификация ЧЕ 2016                           |
| 6                                              | 7 сентября 2015                                | Эльбасан Арена, Эльбасан                       | Португалия                                     | 0:1                                            | —                                              | Квалификация ЧЕ 2016                           |
| 7                                              | 8 октября 2015                                 | Эльбасан Арена, Эльбасан                       | Сербия                                         | 0:2                                            | —                                              | Квалификация ЧЕ 2016                           |
| 8                                              | 11 октября 2015                                | Республиканский стадион, Ереван                | Армения                                        | 3:0                                            | —                                              | Квалификация ЧЕ 2016                           |
| 9                                              | 13 ноября 2015                                 | Городской стадион, Приштина                    | Косово                                         | 2:2                                            | —                                              | Товарищеский матч                              |
| 10                                             | 16 ноября 2015                                 | Кемаль Стафа, Тирана                           | Грузия                                         | 2:2                                            | —                                              | Товарищеский матч                              |
| 11                                             | 26 марта 2016                                  | Эрнст Хаппель, Вена                            | Австрия                                        | 1:2                                            | —                                              | Товарищеский матч                              |
| 12                                             | 3 июня 2016                                    | Атлети Адзурри д’Италия, Бергамо               | Украина                                        | 1:3                                            | —                                              | Товарищеский матч                              |

Итого: 12 матчей / 0 голов; eu-football.info.

## Достижения
«Базель»
- Чемпион Швейцарии (5): 2010/11, 2013/14, 2014/15, 2015/16, 2016/17
- Обладатель Кубка Швейцарии (2): 2016/17, 2018/19
- Обладатель Кубка Часов: 2011

«Грассхопперс»
- Обладатель Кубка Швейцарии: 2012/13